# Кунгейбаева, Ляззат Течебаевна
Ляззат Течебаевна Кунгейбаева (каз. Ләззат Күнгейбаева, англ. Lazzat Kungeibayeva) —- казахстанская спортсменка, специализирующаяся на боксе, а также на дзюдо, самбо и поясной борьбе. Чемпионка мира 2016 года по боксу среди женщин. Заслуженный мастер спорта Республики Казахстан по боксу.

## Спортивные звания
- Заслуженный мастер спорта по боксу
- Мастер спорта международного класса по самбо
- Мастер спорта по поясной борьбе
- Мастер спорта по дзюдо

## Биография
Ляззат родилась 4 декабря 1987 года в г. Шардара. Окончила среднюю школу №73 в г. Сарыагаш. Высшее образование получила в Евразийском национальном университете имени Л. Н. Гумилёва по специальности "Физическая культура и спорт". Пришла в спорт в 19 лет по инициативе своего отца. С ранних лет увлекалась рисованием и мечтала о карьере архитектора. С детства ее физические данные не давали покоя многим спортивным тренерам, которые не раз предлагали родителям отдать дочь в спортивную секцию.

## Спортивные достижения по боксу
- Международный турнир по боксу среди женщин на призы Камшат Донебаевой. Костанай, 2010 г. (2 место)[2]
- Международный турнир по боксу среди мужчин и женщин им. Менгерея Хайрутдинова. Алматы, 2010 г. (1 место)
- Чемпионат Казахстана по боксу среди женщин. Кызылорда, 2010 г. (1 место)[2]
- Чемпионат Казахстана по боксу среди женщин. Кокшетау, 2011 г. (в рамках ІІІ летней Спартакиады народов Казахстана) (1 место)[2]
- XIX Международный турнир по боксу на призы Серика Конакбаева среди мужчин и женщин. Павлодар, 2011 г. (1 место)[2]
- II Международный турнир по боксу среди женщин «Астана 2011». Астана, 2011 г. (1 место)[4]
- Чемпионат Казахстана по боксу среди женщин. Атырау, 2012 г. (1 место)[5]
- Кубок мира по боксу среди нефтяных стран памяти Фармана Салманова. Сургут, Россия, 2011 г. (3 место)[6]
- Чемпионат Азии по боксу среди женщин. Улан-Батор, Монголия, 2012 г. (2 место)[7]
- Международный турнир по боксу среди мужчин и женщин им. Менгерея Хайрутдинова. Алматы, 2012 г. (1 место)
- Чемпионат Казахстана по боксу среди женщин. Щучинск, 2014 г. (1 место)[8]
- Чемпионат мира по боксу среди женщин. Чеджу, Республика Корея, 2014 г. (2 место)
- Чемпионат Азии по боксу среди женщин. Уланчаб, КНР, 2015 г. (3 место)[9]
- Чемпионат Казахстана по боксу среди женщин. Шымкент, 2015 г. (1 место)[10]
- Чемпионат Казахстана по боксу среди женщин. Астана, 2016 г. (1 место)[11]
- Чемпионат мира по боксу среди женщин. Астана, 2016 г. (1 место)[12]
- Чемпионат Казахстана по боксу среди женщин. Астана, 2017 г. (1 место)[13]
- Кубок стран СНГ. Щучинск, 2017 г. (1 место)[14]
- Чемпионат Азии по боксу среди женщин. Хошимин, Вьетнам, 2017 г. (3 место)[15]
- Кубок стран СНГ. Щучинск, 2018 г. (1 место)[16]
- XIII международный женский турнир по боксу в Силезии. Гливице, Польша, 2018 г. (1 место)

- Чемпионат Казахстана по боксу среди женщин. Астана, 2018 г. (1 место)[18]
- Чемпионат Азии по боксу. Бангкок, Таиланд, 2019 г. (3 место)[19]
- Международный турнир по боксу «Кубок наций». Сомборе, Сербия, 2019 г. (1 место) [20]
- Спартакиада РК по боксу среди женщин. Шымкент, 2019 г. (2 место)[21]

## Спортивные достижения по борьбе
- Чемпионат Казахстана по самбо среди девушек. Кокшетау, 2007 г. (1 место);
- Чемпионат Азии по самбо среди девушек. Ташкент, 2007 г. (1 место);
- Чемпионат Азии по самбо среди звёзд. Ташкент, 2007 г. (1 место);
- Чемпионат Казахстана по поясной борьбе среди молодёжи. Астана, 2007 г. (1 место);
- Чемпионат Казахстана по поясной борьбе среди взрослых. Астана, 2007 г. (1 место);
- Чемпионат Казахстана по поясной борьбе среди взрослых. Астана, 2008 г. (1 место);
- Чемпионат Казахстана по борьбе самбо среди взрослых. Алматы, 2008 г. (1 место);
- Чемпионат Азии по борьбе самбо среди взрослых. Ташкент, 2008 г. (1 место);
- Чемпионат Азии по борьбе самбо среди звёзд. Ташкент, 2009 г. (2 место);
- Чемпионат Казахстана по самбо среди женщин. Уральск, 2010 г. (1 место);
- Чемпионат Астаны по борьбе дзюдо среди женщин. Астана, 2009 г. (1 место);
- Чемпионат Казахстана по борьбе дзюдо среди женщин. Талдыкорган, 2009 г. (2 место);
- Международный турнир по дзюдо среди женщин им. Б. Сейсенбаева. Павлодар, 2009 г. (1 место);